# محمد شاهين (أكاديمي)
محمّد يوسف شاهين (وُلِد في 1938 حلحول، الخليل - تُوفي في 30 يونيو 2025 عمّان، الأردن) كاتب وأكاديمي أردني. يُعدُّ من روّاد الدراسات الأدبية في الأردن؛ فقد عمل أستاذًا للأدب الإنجليزي في الجامعة الأردنية منذ عام 1985، وأصدر العديد من المؤلفات باللغتين العربية والإنجليزية. شغل شاهين عدة مناصب أكاديمية وإدارية بارزة، منها رئيس قسم اللغة الإنجليزية، ورئيس تحرير المجلة الثقافية في الجامعة الأردنية، ورئيس تحرير مجلة «مؤتة» للبحوث، كما نال عدة جوائز تكريمية تقديرًا لإسهاماته الفكرية. عُرف عنه اهتمامه بالترجمة والنقد الأدبي الحديث، وتُرجِمَت أعماله إلى لغات أخرى. توفي يوم 30 حزيران/يونيو 2025 عن سبعةٍ وثمانين عامًا بعد مسيرة حافلة بالعطاء العلمي.
كان قد استلم منصب مساعد رئيس الجامعة الأردنية لمدة سنتين من سنة 1978 حتى 1980، ومنصب نائب رئيس جامعة مؤتة لمدة أربع سنوات من 1998 حتى 2002. كما عمل مستشاراً في وزارة التعليم العالي في الأردن في منتصف الثمانينيات (1985-1989). شارك في ملتقى القاهرة الدولي الخامس للإبداع الروائي وتم تكريمه من قبل وزير الثقافة المصري فاروق حسني، وكان أحد أعضاء لجنة تحكيم ملتقى القاهرة الدولى الثالث للشعر العربي عام 2013.
كرّس محمد شاهين عددًا من مؤلفاته لتحليل أعمال إدوارد سعيد، حيث تناول إشكاليات ترجمة كتاب الاستشراق وما نتج عنها من سوء فهم لمضامينه على أكثر من صعيد. كما أولى اهتمامًا خاصًا بتجربة الطيب صالح الروائية، فدرس رواية موسم الهجرة إلى الشمال في إطار أدب ما بعد الاستعمارية، مسلطًا الضوء على تأثيرها في تطوّر السرد العربي المعاصر، سواء من حيث تشكيل شخصية روائية مُؤسطرة، أو من حيث البنية الفنية للرواية.

## حياته المبكرة وتعليمه
وُلد محمد شاهين في بلدة حلحول بمحافظة الخليل في فلسطين عام 1938، وتلقّى تعليمَه الأساسي هناك. أنهى الثانوية العامة عام 1958 في المدرسة الإبراهيمية بالقدس بعد أن كان قد تخرّج قبل ذلك بأيام في دار المعلمين ببيت حنينا بالقدس. تابع دراسته الجامعية في جمهورية مصر، حيث حصل على درجة البكالوريوس في الأدب الإنجليزي من جامعة عين شمس عام 1962. سافر إثر ذلك إلى الولايات المتحدة لتحصيل الدراسات العليا، فنال درجة الماجستير من جامعة كولورادو عام 1964. ثم توجّه إلى بريطانيا لإتمام دراساته العليا العليا، فحصل على درجة الدكتوراه في الأدب الإنجليزي من جامعة كامبريدج (كلية كينغز) عام 1974. وقد أتاحت له هذه الخلفية الأكاديمية المتنوعة تأسيس معرفة عميقة بالأدب الغربي والعربي في آن واحد.

## المسيرة المهنية
بدأ شاهين مسيرته العملية مدرسًا للغة الإنجليزية فور تخرّجه الجامعي؛ فدرّس في مدرسة بيت فجّار ومدرسة الهاشمية الثانوية في بيت لحم سنة 1962. وبعد عودته من الولايات المتحدة عام 1964 عمل مدرسًا في دار المعلمين في بيت حنينا ثم في دار المعلمين بعمّان سنة 1965. انضم في عام 1966 إلى هيئة التدريس في الجامعة الأردنية ليبدأ مشوارًا أكاديميًا طويلًا فيها. تدرّج في الرتب الأكاديمية حتى رقّي إلى درجة أستاذ (بروفيسور) عام 1985، وظلّ يدرّس في قسم اللغة الإنجليزية وآدابها لعقود تالية. درّس شاهين مساقات متنوعة في مرحلة البكالوريوس والدراسات العليا، من أبرزها النظرية الأدبية الحديثة، والنقد الأدبي، والأدب الإنجليزي في القرن العشرين، والرواية، والأدب المقارن، والترجمة الأدبية. وانتُخب رئيسًا لقسم اللغة الإنجليزية في كلية اللغات الأجنبية، الجامعة الأردنية (كلية الآداب سابقاً) مرتين (الأولى بين عامي 1988 و1989، والثانية من 1993 إلى 1995).
إلى جانب عمله الأكاديمي، تولّى الدكتور محمد شاهين مناصب إدارية مهمة؛ فعُيّن مساعدًا لرئيس الجامعة الأردنية لمدة عامين (1978–1980)، وأسندت إليه لاحقًا مهمة نائب رئيس جامعة مؤتة لفترة امتدت لأربع سنوات (1998–2002). كما عمل مستشارًا في وزارة التعليم العالي الأردنية في منتصف الثمانينيات (1985–1989)، مساهِمًا بخبرته في تطوير سياسات التعليم العالي. وقد مُنح لقب «أستاذ شرف» (أستاذ متفرّغ) في الجامعة الأردنية تقديرًا لإسهاماته بعد تقاعده. استمرّ نشاطه العلمي حتى سنواته الأخيرة، حيث ظل يرأس تحرير المجلة الثقافية الفصلية التي تصدر عن الجامعة الأردنية منذ عام 2009.

## أنشطة أخرى

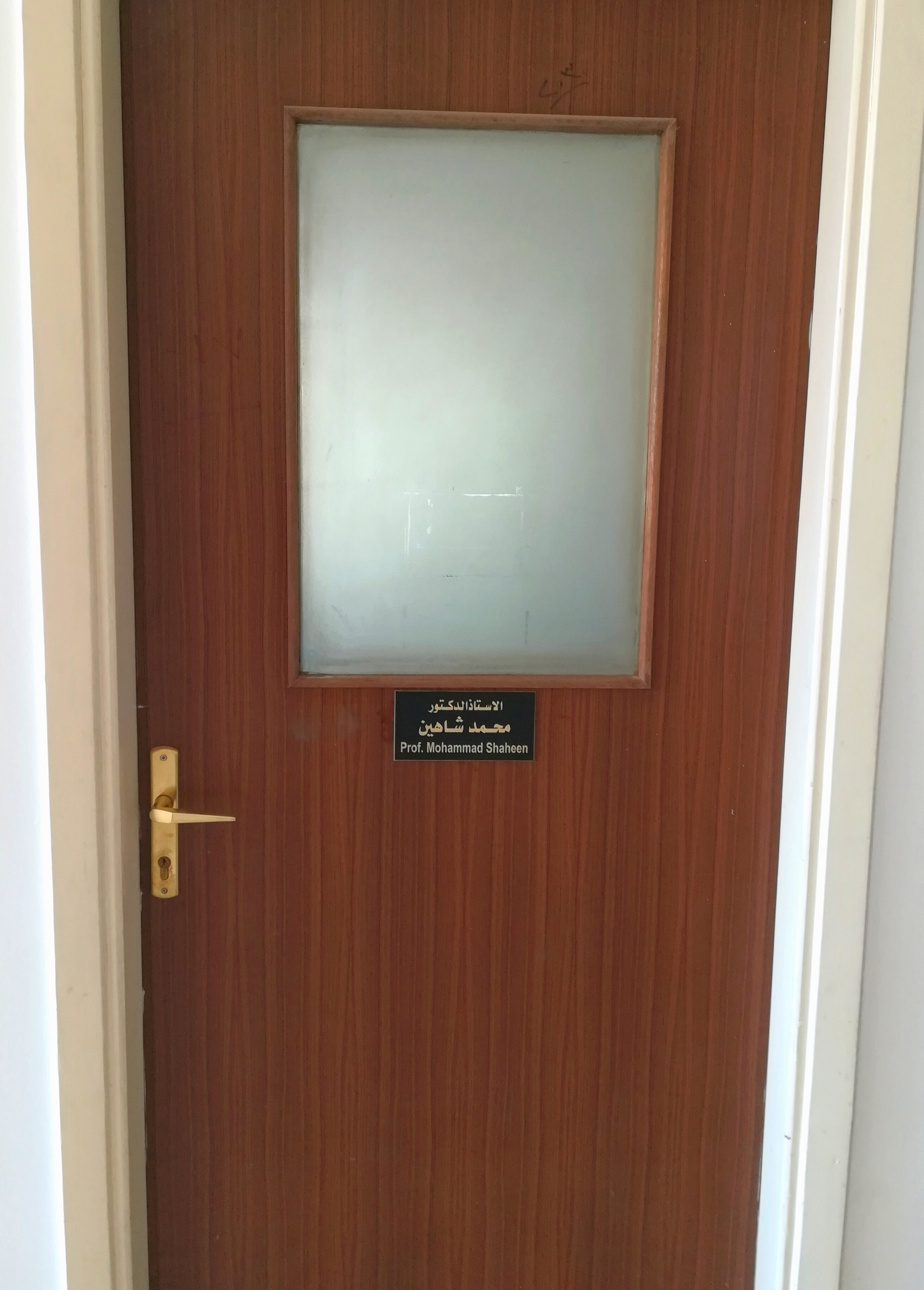
مكتب الأستاذ الدكتور محمد شاهين في قسم اللغة الإنجليزية في الجامعة الأردنية.

إلى جانب التدريس والإدارة، كان لمحمد شاهين حضور فاعل في المشهد الثقافي والأدبي على المستويين الوطني والدولي. فقد نشط في عضوية الجمعيات واللجان الأكاديمية؛ حيث كان عضوًا في اللجنة التنفيذية لـ الرابطة الدولية للأدب المقارن منذ عام 1985. كما شارك في تأسيس وهيئات عدد من الدوريات العلمية، إذ شغل منصب المحرر الأدبي في مجلة دراسات الصادرة عن الجامعة الأردنية (1985–1991)، وتولى رئاسة تحرير مجلة مؤتة للبحوث خلال فترة عمله في جامعة مؤتة (1998–2002)، ثم أصبح رئيس تحرير المجلة الثقافية الصادرة عن الجامعة الأردنية ابتداءً من عام 2008. وعلى الصعيد الدولي، اختير شاهين محررًا مشاركًا في مجلة Paideuma الأمريكية الصادرة عن جامعة مين منذ عام 1967.
شارك الدكتور شاهين أيضًا في العديد من اللجان الاستشارية ولجان التحكيم الثقافية. فقد كان عضوًا في مجلس أمناء جائزة عبد العزيز سعود البابطين للإبداع الشعري في الكويت خلال الفترة 2001–2011، وأسهم في الإشراف على موسوعة الببليوغرافيا للرواية الصادرة عن قسم اللغة العربية في الجامعة الأميركية بالقاهرة. كما مثّل الأردن في مجلس التربية الأعلى بوزارة التربية والتعليم، وشارك في لجنة اعتماد الجامعات الخاصة (1989) وفريق صياغة سياسة التعليم العالي (1988)، وعُيّن ضمن الفريق الوطني لتوحيد مناهج اللغة الإنجليزية عام 1989.
امتدّ نشاط شاهين إلى لجان تحكيم الجوائز الأدبية العربية والدولية؛ حيث اختير عضوًا في لجان تحكيم جائزة الدولة التقديرية في الأردن، وجائزة الترجمة لمؤسسة عبد الحميد شومان (2005)، وجائزة سلطان بن علي العويس الثقافية في عدة دورات، وجائزة الشيخ زايد للترجمة (2007)، وجائزة محمود درويش للإبداع (2011). كما كان أحد أعضاء لجنة التحكيم لجائزة الإبداع الروائي العربي التي ينظمها المجلس الأعلى للثقافة في مصر، وترأس تلك اللجنة في دورة عام 2010. يُذكَر أن شاهين ساهم في ترجمة العديد من الأعمال الأدبية ومن أهمها ترجمته لشعر محمود درويش إلى اللغة الإنجليزية.
ومن الأعمال الأدبية الأخرى التي ترجمها شاهين «سداسيات الأيام الستة» لإميل حبيبي كما ترجم «أنشودة المطر» لبدر شاكر السياب بالإضافة إلى العديد من القصص القصيرة لغسان كنفاني وجمال الغيطاني وزكريا تامر وميشيل عفلق وغيرهم من الأدباء والروائيين. أما جهوده في الترجمة من الإنجليزية إلى العربية فقد تنوعت بين ترجمة الشعر والنثر، ففي الشعر الحديث ترجم لعزرا باوند «الجوال» (بالإنجليزية: The Wanderer) و«العودة» (بالإنجليزية: The Return) و«نخب عيد الميلاد» (بالإنجليزية: A Toast for Christmas) وذلك في العام 1977. وترجم له مرة أخرى «النشيد الأول» (بالإنجليزية: Canto I) عام 1986. كما ترجم إلى العربية رسائل الروائي جورج ميريديث وذلك في العام 1983. وترجم العديد من أشعار ت.س. إليوت ومنها «ماذا قال الرعد» (بالإنجليزية: What the Thunder Said) و«الأرض اليباب» (بالإنجليزية: The Waste Land)، و«الفتاة الباكية» (بالإيطالية: La Figlia Che Piange)، و«صورة سيدة» (بالإنجليزية: Portrait of a Lady).
هذا بالإضافة إلى العديد من الأعمال المترجمة التي أشرف عليها وراجعها وحررها ومنها:
- ظلال المستقبل (بالإنجليزية: Shadows of the Future)، وهو من تأليف باتريك بارندر وترجمة بكر عباس.
- الإسلام في بريطانيا (بالإنجليزية: Islam In England)، وهو من تأليف نبيل مطر وترجمة بكر عباس كذلك.
- ثقافة المقاومة (بالإنجليزية: Culture and Resistance)، تأليف إدوارد سعيد وبارسيميان وترجمة علاء أبو زينة.
- المسألة الصهيونية، تأليف جاكلين روز وترجمة محمد عصفور.

## حياته الشخصية
محمد شاهين ذو جذور فلسطينية؛ فقد وُلد ونشأ في فلسطين قبل أن ينتقل للعمل والاستقرار في الأردن، مما أكسب تجربته بعدًا قوميًّا وقضيةً ثقافية. حمل على عاتقه التعريف بالأدب الفلسطيني وقضايا شعبه عبر الترجمة والنقد. نشأت بينه وبين الشاعر الفلسطيني الراحل محمود درويش صداقة وعلاقة أدبية وطيدة، وكان لتلاقي فكريهما أثر كبير. ترجم شاهين بنفسه بعض أعمال درويش إلى الإنجليزية، وعُرف عن درويش أنه كان يطّلع على ترجمة أعماله كلمةً بكلمة قبل نشرها، وقد عقد الشاعران لقاءات دورية لمراجعة الترجمات ومناقشتها. بفضل ذلك أتاح شاهين لشعر درويش الوصول إلى جمهور جديد في العالم الناطق بالإنجليزية، ومن أبرز ما ترجمه مجموعة «كزهر اللوز أو أبعد» التي صدرت بالإنجليزية بعنوان Almond Blossoms and Beyond عام 2009. كذلك ترجم كتابات المفكر إدوارد سعيد إلى العربية، ومنها مقابلاته في كتاب «ثقافة المقاومة» (بالاشتراك مع ديفيد بارسميان) عام 2003، فضلًا عن دراساته النقدية عن مشروع سعيد الفكري. وقد أشاد زملاؤه بدوره في حمل القضية الفلسطينية إلى العالم من خلال ترجمة أدب درويش، وإعادة إدوارد سعيد إلى حضن اللغة العربية عبر ترجمة أعماله.
عرف عن الدكتور شاهين تواضعه وحرصه على طلابه وزملائه. تخرّج على يديه أجيال من الأكاديميين والمترجمين الذين تأثروا بمنهجه العلمي الرصين. وعلى الصعيد الشخصي، حرص شاهين على البقاء ناشطًا فكريًا حتى أواخر حياته. نعاه المجتمع الأكاديمي والثقافي في الأردن والعالم العربي بوصفه علمًا من أعلام الأدب والنقد، وأشادوا بسيرته الحافلة بالإنجاز والعطاء العلمي.

## الجوائز والتكريمات
حصل محمد شاهين خلال مسيرته على عديد من الأوسمة والجوائز تكريمًا لدوره البارز في الثقافة والأدب. من أبرز تلك التكريمات:
- وسام الاستقلال من الدرجة الأولى للآداب (منحه له الديوان الملكي الأردني) عام 2002.[2]
- جائزة الدولة التقديرية في الآداب (حقل الترجمة) التي تمنحها وزارة الثقافة الأردنية، وقد نالها عام 2011 تقديرًا لإسهاماته في ميدان الترجمة الأدبية.[2]
- جائزة جامعة فيلادلفيا للترجمة (في الأدب والترجمة المتخصصة) سنة 2005.[5]
- درع لجنة التحكيم في ملتقى القاهرة الدولي للقصة القصيرة (جائزة تحمل اسم الأديب زكريا تامر) وحصل عليه في حفل ختام الملتقى بالقاهرة عام 2009.[5]
- تكريم خاص في ملتقى القاهرة الدولي الخامس للإبداع الروائي (2005 تقريبًا)، حيث قلّده وزير الثقافة المصري فاروق حسني درع الملتقى تقديرًا لإسهاماته النقدية في الأدب العربي الحديث.[12]
- وسام من المجلس الوطني للثقافة والفنون والتراث في قطر، وذلك عام 2005 تكريمًا لدوره في دعم الثقافة والترجمة.[5]
- وسام لجنة التحكيم في جائزة الشيخ زايد للكتاب – فرع الترجمة عام 2007، تقديرًا لمشاركته الفاعلة في تقييم الأعمال المترجمة.[5]

## المؤلفات

### الكتب التي ألّفها
ألّف محمد شاهين عددًا كبيرًا من الكتب والدراسات باللغتين العربية والإنجليزية، تركز معظمها على النقد الأدبي المقارن والترجمة ودراسة أثر الأدب الغربي في الأدب العربي. من أهم كتبه باللغة العربية:
- شاهين، محمد (1991). مختارات نقدية من الأدب الغربي الحديث. بغداد: دار الشؤون الثقافية العامة.
- شاهين، محمد (1992). إليوت وأثره في الشعر العربي المعاصر: دراسة نقدية تطبيقية. بيروت: المؤسسة العربية للدراسات والنشر.
- شاهين، محمد (2007). إليوت وأثره في الشعر العربي المعاصر: دراسة نقدية تطبيقية (ط. 2). القاهرة: أوان.
- شاهين، محمد (1993). تحولات الشوق: دراسة في رواية موسم الهجرة إلى الشمال للطيّب صالح. بيروت: المؤسسة العربية للدراسات والنشر.
- شاهين، محمد (2007). تحولات الشوق: دراسة في رواية موسم الهجرة إلى الشمال للطيّب صالح (ط. 2). القاهرة: مكتبة مدبولي.
- شاهين، محمد (1996). الأدب والأسطورة: دراسة نقدية. بيروت: المؤسسة العربية للدراسات والنشر.
- شاهين، محمد (1998). نظريّات الترجمة وتطبيقاتها في تدريس الترجمة من العربية إلى الإنجليزية وبالعكس. عمّان: مكتبة دار الثقافة.
- شاهين، محمد (2002). آفاق الرواية: البنية والمؤثرات. دمشق: اتحاد الكتّاب العرب.
- شاهين، محمد (2007). آفاق الرواية: البنية والمؤثرات (ط. 2). القاهرة: مكتبة مدبولي.
- شاهين، محمد (2005). إدوارد سعيد.. رواية للأجيال: دراسة نقدية. بيروت: المؤسسة العربية للدراسات والنشر.
- شاهين، محمد (2007). إدوارد سعيد.. أسفار في عالم الثقافة: دراسة نقدية. بيروت: المؤسسة العربية للدراسات والنشر.
- شاهين، محمد (2023). باوند وإليوت في العربية: نافذة على الحداثة (ط. 1). عمّان: دار الفينيق للنشر والتوزيع. ج. 1. ص. 140.{{استشهاد بكتاب}}:  صيانة الاستشهاد: التاريخ والسنة (link) (ردمك 97823450796)
- شاهين، محمد (2014). طه حسين في مرايا جديدة. القاهرة: دار النشر للجامعات.
- شاهين، محمد (2024). ادوارد سعيد رواية للأجيال طبعة مزيدة ومنقحة (ط.1). عمان: دار الفينيق للنشر والتوزيع، ص. 266. 9789923451021 :ISBN

أما أبرز مؤلفاته باللغة الإنجليزية فتشمل:
- Shaheen، Mohammad (1989). The Modern Arabic Short Story: Shahrazad Returns. London: Macmillan Press.
- Shaheen، Mohammad (2003). The Modern Arabic Short Story: Shahrazad Returns. London: Palgrave Macmillan.
- Shaheen، Mohammad (1981). George Meredith: A Reappraisal of the Novels. London: Macmillan.
- Meredith، George (1997). Shaheen، Mohammad (المحرر). Selected Letters of George Meredith. London: Macmillan.
- Shaheen، Mohammad (2004). E.M. Forster and the Politics of Imperialism. London/New York: Palgrave Macmillan & St. Martin’s Press.
- Shaheen، Mohammad (2012). Once Upon the Orient Wave: Milton and the Arab Muslim World. London: Peter Lang.
- Darwish، Mahmoud (2009). Almond Blossoms and Beyond. ترجمة: Shaheen، Mohammad. Massachusetts: Interlink Books.
- Darwish، Mahmoud (2010). Absent Presence. ترجمة: Shaheen، Mohammad. London: Hesperus Press.

### الكتب التي حرّرها
إلى جانب تأليفه كتبه الخاصة، اضطلع محمد شاهين بمهمات التحرير العلمي لمؤلفات أدبية وتراثية. فقد قام بتحرير رسائل الروائي جورج ميريديث ونشرها في كتاب بعنوان "Selected Letters of George Meredith" عام 1997، وهو عمل لجمع وترتيب أهم مراسلات ميريدث مرفقة بالتحليل. كما أشرف شاهين على عدد من المشاريع الترجمية وساهم في مراجعتها وتحريرها، منها على سبيل المثال إشرافه على ترجمة كتاب "Shadows of the Future" للناقد البريطاني باتريك بارندر إلى العربية، وكذلك كتاب "Culture and Resistance" (ثقافة المقاومة) للفيلسوف إدوارد سعيد وديفيد بارساميان. أسهمت مشاركته التحريرية هذه في ضمان جودة الترجمات الصادرة وفي إغناء المكتبة العربية بنصوص عالمية مترجمة بإتقان.

### المقالات
بالإضافة إلى نشاط شاهين في مجال الترجمة الأدبية ونقدها فإن إسهاماته في إثراء الفكر النقدي الأدبي الحديث في الأدب الإنجليزي والعربي على حد سواء كانت كثيرة ومتعددة الاتجاهات. وبلغ عدد المقالات والدراسات الأدبية التي نشرت في المجلات المحكمة ما يزيد على 50 مقالة. من أهمها ما كتبه عن عزرا باوند وأثره في تجديد الشعر الحديث، وتحليلاته العميقة لآراء ادوارد سعيد ومحمود درويش وجبرا إبراهيم جبرا ولويس عوض وإحسان عباس. بالإضافة إلى دراساته التي تعكس آراء مدرسة متكاملة في الحداثة وما بعد الحداثة والاستشراق وما بعد الاستعمار.
هنالك العديد من المقالات الأدبية المحكمة التي نشرها شاهين في بعض المجلات الأدبية والنقدية العالمية، منها:
- Shaheen، Mohammad (أبريل 1982). "George Meredith's Early Life: Ordeal and Reticence". The Modern Language Review. ج. 77.
- Shaheen، Mohammad. "The Reception of Pound in Arabic: Immature Response of Gibran and Bayyati". PAIDEUMA. ج. 34.
- Shaheen، Mohammad. "The Arabian Nights in English Literature (Book Review)". The Yearbook of English Studies. ج. 22.
- Shaheen، Mohammad (2004). Oxford Dictionary of National Biography (المحرر). Pickthall. Oxford: Clarendon Press.
- Shaheen، Mohammad (1974). "On Meredith's Letters". American Notes and Queries. Yale.
- Shaheen، Mohammad (1974). "Forster on Proust". Times Literary Supplement. London.
- Shaheen، Mohammad (1985). "Tayeb Salih and Conrad". Comparative Literature Studies. University of Illinois.
- Shaheen، Mohammad (1988). "T.E. Lawrence and Pound". PAIDEUMA.
- Shaheen، Mohammad (1975). "The Manuscript of Meredith's Last Novel". Notes and Queries. Oxford.
- Shaheen، Mohammad (1978). "Meredith Letter to Stephen". Notes and Queries. Oxford.
- Shaheen، Mohammad (1978). "Two New Meredith Letters to Morrison". Notes and Queries. Oxford.
- Shaheen، Mohammad (1980). "Two New Meredith Letters to Gosse". Notes and Queries. Oxford.
- Shaheen، Mohammad (1980). "Some Unpublished Hardy Letters to Gosse". Notes and Queries. Oxford.

كما كتب العديد من المقالات الأدبية والنقدية والأكاديمية باللغة العربية ومنها:
- شاهين، محمد (1978). "ريتشاردز والموضوعية في الفن". الموقف الأدبي ع. 88.
- شاهين، محمد (1979). "أبعاد التجربة الفنية عند تولستوي". مجلة فكر ع. 33.
- شاهين، محمد (1981). "ازرا باوند وحركة التجديد في الشعر الحديث". مجلة أقلام ع. 10–11.
- شاهين، محمد (1986). "كيف ضل الشعر العربي الحديث طريقه". مجلة المنتدى ع. 36.
- شاهين، محمد (1994). "إدوارد سعيد، إشراقة عربية في عالم الفكر". مجلة الجديد ع. 4.
- شاهين، محمد (2004). "إدوارد سعيد، ذاكرة ليست للنسيان". مجلة الكرمل ع. 78.
- شاهين، محمد (2004). "موال جديد في مراجعة إدوارد سعيد". مجلة أوان ع. 6.
- شاهين، محمد. حول ترجمات الأدب العربي. وزارة الإعلام الكويتية.

## دراسات نقدية ومراجعات لأعماله
حظيت أعمال محمد شاهين النقدية والترجمية باهتمام النقاد والدارسين في العالم العربي. اعتُبر شاهين أحد أبرز الباحثين العرب في الأدب الإنجليزي، وقد أشاد العديد من النقاد بمنهجه الصارم والجمعي بين الثقافات. على سبيل المثال، وصفه رئيس الجامعة الأردنية نذير عبيدات عند تأبينه بأنه نموذج في العطاء الأكاديمي بشقّيه التدريسي والبحثي على مدار أكثر من خمسة عقود، وبأنه من أبرز الدارسين العرب للأدب الإنجليزي الذين كرّسوا حياتهم للعلم وخدمة الثقافة. كما أثنى عبيدات على دور شاهين في إضاءة دروب الأجيال وإسهامه في نهضة الجامعة الأردنية منذ تأسيسها، مؤكدًا أنه برحيله فقدت الجامعة «مؤسسًا من مؤسسيها» وعالمًا مفكرًا حمل رسالة العلم بأمانة.
إلى جانب ذلك، تناول النقاد بعض أعمال شاهين بالدراسة والمراجعة. فعند صدور ترجمته الإنجليزية لشعر محمود درويش "Almond Blossoms and Beyond" عام 2009، أشادت مراجعات صحفية بإخلاص الترجمة لروح النص الأصلي وجودة نقل الصور الشعرية إلى الإنجليزية. وفي عام 2024، صدر لشاهين كتاب جديد بعنوان «إدوارد سعيد... الاستشراق: سيرة ومسيرة» تناول فيه سيرة المفكر إدوارد سعيد وفكره، وحظي الكتاب باهتمام في الأوساط الثقافية نظرًا للعلاقة الوثيقة التي جمعت بين شاهين وصديقه الراحل سعيد. كذلك نُشرت مقالات في الصحف الأردنية والعربية تشيد بكتاب شاهين «باوند وإليوت في العربية: نافذة على الحداثة» الصادر عام 2023، إذ اعتبروه إضافة نوعية تربط بين النقدين العربي والغربي وتلقي الضوء على تأثيرات متبادلة بين شعر باوند وإليوت والشعراء العرب المحدثين. مجمل هذه الدراسات والانطباعات يؤكد المكانة المرموقة التي تبوأها محمد شاهين في المشهد النقدي، كجسر ثقافي بين الشرق والغرب وكمُجدّد أثرى المكتبة العربية فكراً وترجمةً.

## مشاركات
شارك في احتفالية اليوبيل الذهبي لذكرى رحيل شيخ النقاد محمد مندور بحضور وزير الثقافة المصري حلمي النمنم، تحت عنوان "محمد مندور بين الفكر الأدبي والفكر السياسي، في المجلس الأعلى للثقافة، بمشاركة أدباء ومفكرون وسياسيون من مصر والأردن ولبنان والمغرب وتونس، وتراس الدكتور محمد شاهين الجلسة الثالثة.

## وفاته
تُوفي محمّد شاهين في العاصمة عمّان يوم الإثنين 30 حزيران/يونيو 2025 عن عمر يناهز 87 عاماً، بعد حياة علمية حافلة بالعطاء والإبداع. وقد نعى رئيس الجامعة الأردنية، نذير عبيدات، الفقيد بكلمات ملؤها الحزن، مشيدًا به كأحد مؤسّسي الجامعة ورائد في مجال الأدب الإنجليزي، أسهم على مدار في نهضة الحركة الثقافية والمكتبية الأردنية والعربية، خاصة من خلال دوره في ترجمة شعر محمود درويش وإدوارد سعيد إلى الإنجليزية والعربية على حد سواء.
أُقيمت صلاة الجنازة عقب صلاة ظهر الثلاثاء في مسجد الجامعة الأردنية، وريّح جثمانه في مقبرة شمال عمّان (شفا بدران)، قبل أن يُستأنف العزاء في ديوان آل عبد الهادي بمنطقة الشميساني لثلاثة أيام، بمشاركة أُسرته وعائلته في الأردن وفلسطين والمهجر.